# 神戸市立岩岡中学校
神戸市立岩岡中学校（こうべしりつ いわおかちゅうがっこう）は、兵庫県神戸市西区にある公立中学校。

## 概要
岩岡町は神戸市の西に位置し、池やのどかな農村風景が広がっている地域で、農業が盛んでキャベツやイチゴ、イチジク、ぶどうなど多くの作物が栽培されている。近年は都市化が進んでいる。南には第二神明道路大久保インターや国立研究開発法人情報通信研究機構 未来ICT研究所なども近い。

## 沿革
- 1947年4月1日 - 生徒数300人で開校。岩岡小学校の校舎の一部借用
- 1950年12月19日 - 新校舎に移転する
- 1957年5月8日 - 創立10周年記念、岩岡町合併10周年記念式典を開催
- 1964年11月8日 - 校歌発表会
- 1967年6月15日 - 「望ましい宿題と家庭学習のあり方」研究校に指定
- 1977年11月5日 - 創立30周年記念式を開催
- 1980年11月20日 - 神戸市読書感想文コンクール優良学校賞受賞
- 1981年11月20日 - 神戸市読書感想文コンクール優良学校賞受賞
- 1982年11月20日 - 神戸市読書感想文コンクール優良学校賞受賞
- 1983年11月20日 - 神戸市読書感想文コンクール優良学校賞受賞
- 1984年11月20日 - 神戸市読書感想文コンクール優良学校賞受賞
- 1987年
  - 5月1日 - 創立40周年開校記念式を開催
  - 11月21日 - 神戸市読書感想文コンクール優良学校賞受賞
- 1988年11月19日 - 神戸市読書感想文コンクール優良学校賞受賞
- 1992年5月1日 - 文部省指定「中学校生徒指導総合推進指定校」になる
- 1993年
  - 3月14日 - 岩中讃歌記念碑建立
  - 10月21日 - 文部省指定「中学校生徒指導総合推進研究発表会」
- 1995年
  - 1月17日 - 阪神・淡路大震災により１月21日まで休校とする
  - 8月2日 - 吹奏楽都市吹奏楽コンクール金賞県大会出場
- 1996年11月2日 - 創立50周年記念式典を開催
- 1998年11月7日 - トライやる・ウィーク開始
- 2005年4月 - 文部科学省より「学力向上拠点形成事業」の指定を受ける
- 2006年4月 - 神戸市教委より「分かる授業実践推進事業」の指定を受ける
- 2011年10月 - 耐震工事竣工
- 2013年3月 - 西館エレベーター竣工
- 2021年2月5日 - 第21回環境美化教育優良校等表彰事業において、優秀校に選定される[1]

## 学校行事
| - 4月 始業式、入学式、家庭訪問 - 5月 交通安全教室、修学旅行 - 6月 総体壮行会 | - 7月 終業式 - 8月 - 9月 始業式、体育会 | - 10月 音楽コンクール、文化祭 - 11月 - 12月 終業式 | - 1月 始業式、避難訓練、年初めの会 - 2月 - 3月 3年生を送る会、卒業式、修了式 |

## 部活動

### 運動部
- 野球部
- 卓球部
- 男子バスケットボール部
- 女子ソフトテニス部
- 女子バレーボール部

### 文化部
- 吹奏楽部
- 美術部
- MMC部

## 通学区域
- 岩岡町、大沢、上新地1 - 3、福吉台1 - 2、竜が岡1 - 5[2]

## 進学前小学校
- 神戸市立岩岡小学校

## 校区内の主な施設
- 神戸市立岩岡幼稚園
- 神戸市立岩岡小学校
- 岩岡児童館
- 神戸岩岡郵便局
- 神戸市西区役所岩岡連絡所
- 情報通信研究機構未来ICT研究所

## 交通アクセス
- JR西日本大久保駅下車
  - 神姫バス西神中央駅行き（12系統）「岩岡中学校前」バス停下車

## 通学区域が隣接している学校
- 神戸市立神出中学校
- 神戸市立平野中学校
- 明石市立大久保北中学校
- 明石市立高丘中学校
- 明石市立魚住東中学校
- 明石市立魚住中学校
- 稲美町立稲美中学校